# John MacLeod
John MacLeod (New Albany (Indiana), 3 de outubro de 1937 – 14 de abril de 2019) foi um treinador de basquetebol estadunidense da National Basketball Association (NBA). Ele treinou três diferentes equipes: Phoenix Suns (1973-1987), Dallas Mavericks (1988-1990) e New York Knicks (1990-1991). Obteve maior sucesso no Suns, pois em outros times jamais venceu algum play-off.
Afligido pela Doença de Alzheimer, faleceu em 14 de abril de 2019 aos 81 anos de idade.